# Co jsem našel, to je moje
Co jsem našel, to je moje je americký komediální film z roku 1984.

## Děj
V roce 1973 plánuje Georgiana Latimerová spolu se svým milencem Josefem Sirolou ukrást pět milionů dolarů v hotovosti ze sejfu jejího otce. Georgiana se vydává za truchlící vdovu a s Josefem schovají lup do rakve a plánují ji převézt vlakem do New Yorku. Mezitím se mladý Michael Rangeloff snaží utéct před rozzuřeným týmem ženského roller derby, který vede. Michael se dostane pryč tak, že se v uniformě americké armády ukryje na nádraží v Oaklandu v Kalifornii, kde dva vojenští úředníci předpokládají, že doprovází rakvi. Mezitím Georgiana a Sirola Michaela zpozorují a sledují ho. Na palubě se Michael seznámí se zapomenutou herečkou Standish Loganovou a brzy zjistí, že rakev obsahuje miliony dolarů. Během zastávky v Nevadě Michael telefonuje svému příteli Century Milestonovi, zkušenému podvodníkovi, který se později přestrojí za kněze a nastoupí na vlak. Mezitím průvodčí neplánovaně zastaví v High River v Nebrasce, aby předal zemřelého hrdinu jeho rodnému městu. Michael a Century vystupují z vlaku s rakví, spolu s Standish, která hraje roli vdovy Biddlecoffa.
Po rychlém pohřbu Michael a Century vykopou peníze z hrobu. Mezitím Sirola, který byl dříve donucen vystoupit z vlaku, se dozvídá o pohřbu hrdiny v televizi a cestuje do High Riveru, aby získal peníze. Georgiana také dorazí do města, ale je zatčena agentem FBI Ormondem. Když Michael a Century získají peníze, zjistí, že Sirola unesl Standish a odvezl ji na prázdnou farmu. Nicméně dům je montovaný a je následující den odtažen. Michael a Century najdou stěhovaný dům, převezmou ho od řidiče a konfrontují Sirolu. Standish je nakonec zachráněna a Michael, Century a ona utečou s pěti miliony dolary, zatímco Sirola je zatčen.

## Hrají
- Michael O'Keefe (Michael Rangeloff) – hlavní role
- Beverly D'Angelo (Standish Loganová)
- Louis Gossett Jr. (Century)
- Pamela Stephenson (Georgiana Latimerová)
- Ed Lauter (Josef Sirola)
- David Wayne (Stapleton)
- Brian Dennehy (Frizzoli)
- Jack Riley (Ormond)
- John Schuck (Policejní šéf – Norris)
- Timothy Blake (Estelle Norris)
- Jim Carrey (Lane Bidlekoff)
- Robert Clothier (Art Bumbalee)
- Jayne Eastwood (Anna-Marie Biddlecoffová)